# Čaryšskij rajon
Il Čaryšskij rajon (in russo Чарышский район?) è un rajon del kraj dell'Altaj, nella Russia asiatica.